# Autobiografia de um Iogue

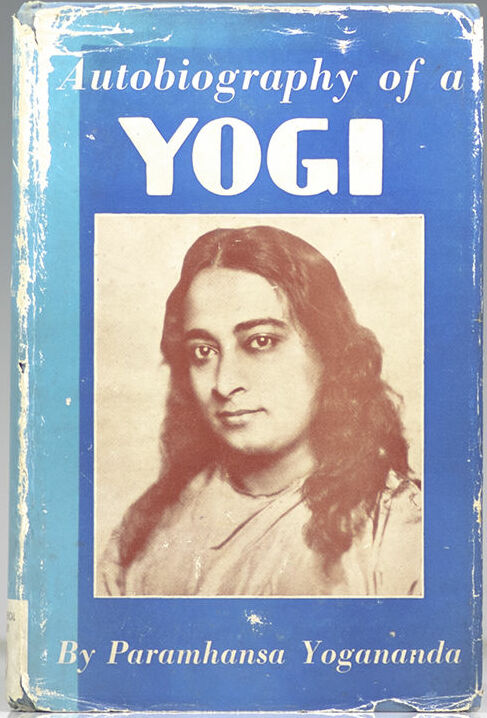
Autobiografia de um Iogue 1946

Autobiografia de um Iogue (em inglês: Autobiography of a Yogi) é um livro escrito pelo iogue indiano Paramahansa Yogananda em 1946. Considerado seu magnum opus  o livro relata os poderes iogues de ressuscitar os mortos, ver através de paredes, curar doenças terminais, materializar perfumes e objetos, além de descrever a trajetória de estudos e meditação do autor, com ênfase na técnica de Kriya Yoga e sua missão de difundi-la no Ocidente. Yogananda também descreve a sua procura por um guru (mestre espiritual) e seus encontros com Mahatma Gandhi — a quem deu iniciação em Kriya Yoga, Rabindranath Tagore, o poeta, escritor e músico indiano laureado com o Prêmio Nobel de literatura em 1920, Therese Neumann, a católica estigmatizada, Sri Anandamoyi Ma, uma santa hindu, Luther Burbank, o botânico a quem o livro é dedicado — e outras personalidades famosas .
Autobiografia considerado um best-seller
 foi publicado en 1946 em inglês, quando Yogananda vivia nos EUA. A Autobiografia de um Iogue  narra a crônica de sua vida, desde a infância na Índia, quando já buscava a orientação de um mestre espiritual auto-realizado, que pudesse lhe mostrar o caminho para Deus; aponta a existência de muitos santos e sábios antes ocultos aos olhos do mundo, o período de formação no Eremitério de seu guru Swami Sri Yukteswar, passando pelos trinta anos que viveu nos Estados Unidos, consolidando sua mensagem ao Ocidente, através da organização que aí fundou logo ao chegar, em 1920 — a Self-Realization Fellowship (SRF).
Publicado nos Estados Unidos, país onde Yogananda viveu de 1920 até 1952, o ano de sua morte, o Autobiografia, posteriormente modificado pelo autor, foi ampliado após a sua morte pela Self-Realization Fellowship com novas narrativas.  As últimas edições publicadas pela Self-Realization Fellowship são alvo de disputas quanto ao seu conteúdo (ver seção "Histórico editorial do Autobiografia")  

Considerado um clássico espiritual moderno por editoras, livrarias e escritores de variadas nacionalidades, na virada do milênio o Autobiografia de um Iogue foi nomeado uma das "100 mais importantes obras espirituais do século XX". 

## Conteúdo do livro

### A busca espiritual começa na infância

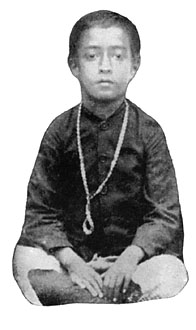
Yogananda aos 6 anos. Do Autobiografia de um Iogue.

Yogananda escreve abertamente sobre o seu desejo intenso, surgido na infância, de compreender todas as experiências de vida e morte. Quando criança, durante profunda concentração já se perguntava — o que há  por trás da obscuridade dos olhos? A morte de sua mãe quando ele tinha apenas onze anos intensificou sua busca pessoal por Deus.

### Linhagem espiritual
A Autobiografia revelou ao Ocidente a existência de pessoas como Mahavatar Babaji, considerado por Yogananda o Cristo Iogue da Índia Moderna,[carece de fontes?] seu principal discípulo, Lahiri Mahasaya, e Swami Sri Yukteswar, discípulo de Lahiri Mahasaya e mestre de Yogananda.
Lahiri Mahasaya também foi o guru dos pais de Yogananda. Quando tinha oito anos, Yogananda foi instantaneamente curado do cólera, segundo conta no Autobiografia, após a insistência de sua mãe para que invocasse o auxílio invisível de Lahiri Mahasaya.
Em muitos capítulos do livro Yogananda enaltece Mahavatar Babaji, Lahiri Mahasaya e seu guru, Swami Sri Yukteswar, pessoas cujas vidas, ensinamentos e influência tornaram-se parte inseparável da sua própria vida.

### Relacionamento entre o guru e o discípulo

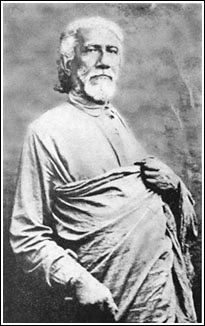
Sri Yukteswar.

A busca incansável por seu guru terminou quando Yogananda encontrou Swami Sri Yukteswar. Apesar de conhecer muitos sábios, a sua relação com Sri Yukteswar foi única. Yogananda passou vários anos sendo treinado por seu mestre para a missão, a que fora destinado por Babaji: a de difundir a ioga no mundo.
A sabedoria de Sri Yukteswar e as muitas lições espirituais que aprendeu com ele são descritos nos capítulos "Anos no eremitério de meu mestre" e "Uma experiência em Consciência Cósmica".
Yogananda descreve também, no livro, a importância da relação entre o guru e o discípulo, que é eterna.

### Missão no Ocidente profetizada por Sri Yukteswar

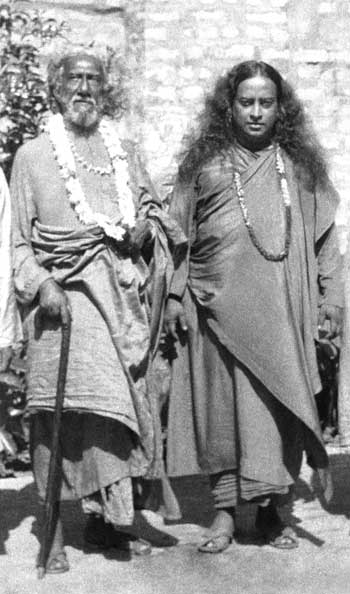
Sri Yukteswar e Yogananda.

Yogananda relata no capítulo 12 a clarividência de Sri Yukteswar, que interrompeu a interpretação que fazia das escrituras para adverti-lo de que seus pensamentos não estavam concentrados nos ensinamentos que estava ouvindo. Yogananda afirmou estar atento, porém, seu guru respondeu que seria então obrigado a revelar que, nas profundezas da sua mente, Yogananda criava três instituições: a primeira, numa planície; a segunda, num monte; e a terceira, junto ao oceano. Essas palavras cumpriram-se na sequência exata, com a fundação da uma escola para meninos em Ranchi, na Índia, com a instituição da sede americana da SRF em Mount Washington e, finalmente, com a construção de um retiro em Encinitas, junto ao Oceano Pacífico.

### Missão no Ocidente profetizada por Bábaji
No capítulo 33 Sri Yukteswar relata seu primeiro encontro com Bábaji, seu interesse pelo Ocidente e a revelação feita por Bábaji de que lhe enviaria um discípulo a ser treinado para divulgar a ioga nos Estados Unidos e na Europa. Sri Yukteswar revela a Yogananda que ele era o discípulo que Bábaji prometera enviar-lhe.

### Deus, milagres, religião e ciência
Cerca de vinte capítulos da Autobiografia registram muitos milagres operados pelos personagens que Yogananda apresenta ao mundo. No capítulo 30, intitulado "A Lei dos Milagres", ele traça paralelos entre as escrituras védicas e as leis físicas, buscando ajudar os leitores a compreender, de maneira científica, os poderes ditos milagrosos dos santos e a eterna relação entre Deus, a vida humana, a religião e a ciência.
Referindo-se ao natural fascínio das pessoas por milagres e por aqueles que possuem poderes milagrosos, Yogananda cita, no final do capítulo 35, a advertência de Lahiri Mahasaya para que as leis sutis não sejam discutidas em público nem divulgadas e esclarece que se parece não ter dado atenção a essas palavras foi por ter recebido uma orientação interna encorajando-o a fazê-lo.

### Organizações e ida para os Estados Unidos

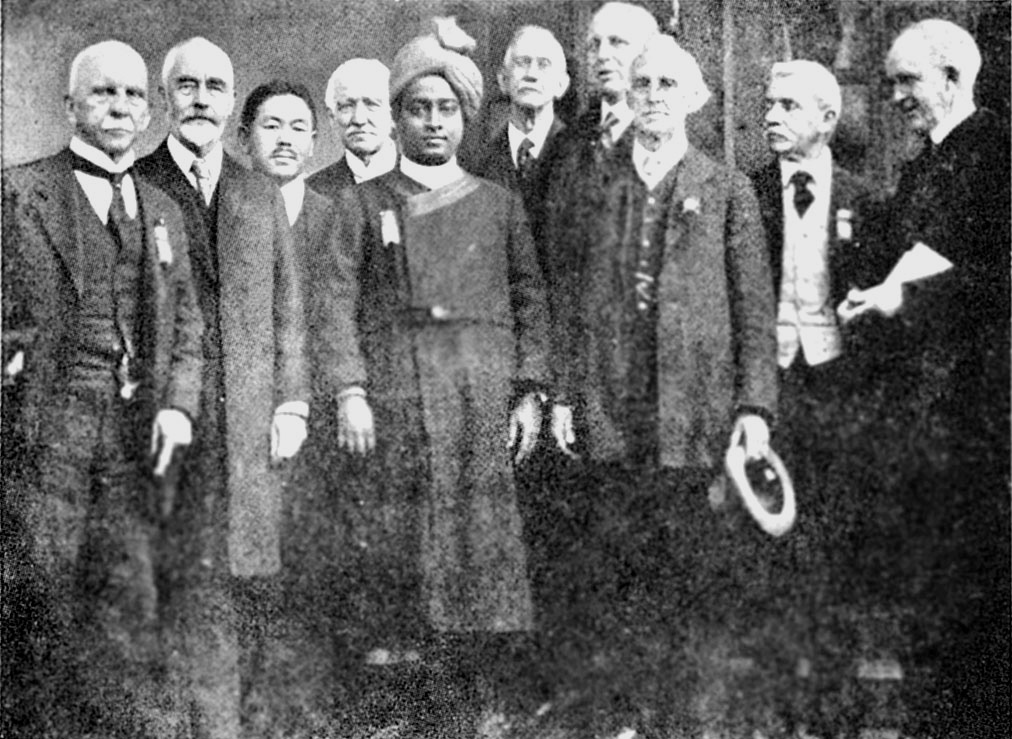
Yogananda no Congresso das Religiões em Chicago, 1920.

Certo dia, Sri Yukteswar perguntou a Yogananda o motivo pelo qual ele era contra as organizações. (Yogananda argumentava que elas se assemelhavam a "caixas de marimbondos"). Sri Yukteswar lembrou a Yogananda que se não fosse pela generosidade de uma linhagem de mestres espirituais que se dispuseram a transmitir seus conhecimentos aos outros — "Deus é o mel, as organizações são as colmeias;. Ambos são necessários Qualquer forma é inútil, é claro, sem o espírito, mas por que não começar a urticária movimentada, repleta de néctar espiritual?" A partir desse diálogo Yogananda decidiu que compartilharia com quantos fosse possível, as "verdade libertárias" que aprendera junto ao seu guru.
Após entrar para a Ordem Monástica dos Swamis, Yogananda fundou a escola de Ranchi. E, em 1920, aos 27 anos, recebeu o convite para representar a Índia no Congresso Mundial das Religiões nos Estados Unidos, para onde se transferiu em definitivo.
Segundo relatado no capítulo 37, antes de de aceitar o convite, ele recebeu a permissão ao seu guru que lhe disse que o momento propício chegara e deveria ser aproveitado.
Sua viagem foi financiada pelo seu pai que o abençoou e disse dar-lhe o dinheiro não como pai, mas como discípulo fiel de Lahiri Mahasaya.

### AKriyaIoga
A Kriya Ioga, chamada por Yogananda de "ciência", é a técnica de meditação mencionada no Autobiografia, e a razão da missão de Yogananda no Ocidente. O capítulo 26 é inteiramente dedicado à kriya ioga. No capítulo 4, Yogananda também faz uma narrativa do que o Swami Kebalananda, discípulo direto de Lahiri Mahasaya, ouviu de seu guru sobre a kriya ioga.

### Quatro Graus de Iniciação
No capítulo 35, Sri Yuktéswar afirma que Lahiri Mahasaya dava quatro iniciações em kriya ioga e que concedia as tres técnicas mais elevadas somente aos discípulos que alcançaram um progresso espiritual concreto com a prática da primeira técnica.

### Instruções de Yogananda sobre a Iniciação
No capítulo 26, A Ciência da Kriya Yoga, Yogananda explica que a raiz sânscrita das palavras kriya e karma — o princípio de causa e efeito — é a mesma:kri, que significa fazer, agir e reagir, e faz uma descrição da técnica em termos gerais, explicando que a verdadeira técnica deve ser recebida de um kriyaban ou kriya iogue. A exigência de que o kriyaban ou kriya iogue seja autorizado pela Self-Realization Fellowship SRF - Yogoda Satsanga Society of India of India, a sede da organização na Índia, foi acrescentada nas edições publicadas pela SRF alguns anos após a morte de Yogananda.

### Um balanço da Missão no Ocidente
No capítulo 49 (escrito entre 1940 a 1951), presente a partir da terceira edição e, segundo a SRF, um dos mais longos do livro, Yogananda faz um balanço da sua missão no Ocidente. Porém, apesar de conter material inédito, o capítulo 49 foi acrescido do texto que fazia parte do capítulo 48 da edição de 1946, que tinha 13 páginas e foi reduzido para 4 páginas, sendo que uma delas é uma foto de página inteira de Encinitas. As outras páginas foram transferidas para o capítulo 49, também posteriormente editado pela SRF.

## Histórico editorial daAutobiografia
Tres edições da Autobiografia foram publicadas durante a vida de Yogananda: a primeira, a editio princeps, foi lançada nos Estados Unidos em 1946; não há registro de mudanças na segunda; e a terceira, modificada pelo autor, foi publicada em 1951.
Após a morte de Yogananda, o texto e as fotos dessas edições sofreram incontáveis mudanças. Segundo a SRF, as alterações feitas são legítimas atualizações do texto, efetuadas em virtude de instruções diretas do autor, uma vez que ele próprio vinculava seus ensinamentos em Kriya à organização que fundou.
Uma das mudanças mais polêmicas foi a da assinatura do autor que, em vida, se assinava Paramhansa Yogananda. A SRF corrigiu a transliteração do sânscrito para Paramahansa, inserindo um "a"  na própria assinatura do autor. .

### Primeira edição, de 1946
A primeira edição da Autobiografia de Yogananda foi publicada nos Estados Unidos em 1946 e recebeu as críticas que consagraram o livro, tornando-o um clássico da espiritualidade. Em 1995, quase 50 anos após a sua publicação, a primeira edição voltou a ser publicada nos Estados Unidos e, em 2006, no Brasil e em Portugal. É a única edição disponível com o texto original, as fotos originais e a assinatura correta do autor.
Em língua portuguesa, esta edição foi publicada no Brasil, pela Lótus do Saber Editora, traduzida por Antonio Olinto, da Academia Brasileira de Letras, com as poesias traduzidas por Luiz Carlos Lisboa, laureado com o Prêmio Jabuti de Literatura e encontra-se na sua terceira edição; em Portugal, pela Dinalivro - Distribuidora Nacional de Livros, Lda., Lisboa, com texto em português lusitano.

### Terceira edição, de 1951
Paramahansa Yogananda publicou ainda duas edições do livro antes da sua morte, ocorrida em 1952. Não há registro da segunda edição, mas, na terceira, lançada em 1951, ele completou a sua história e, segundo a SRF, fez mudanças significativas, adicionando um novo capítulo final sobre os últimos anos de sua vida: Período de 1940 a 1951. Ainda segundo a SRF, entre as narrativas acrescentadas à sua Autobiografia e que não constam na primeira versão de 1946, Yogananda relata seu encontro com o santo indiano Ramana Maharishi, contribuindo para emprestar fama mundial a esse personagem.
Nesta terceira edição, porém, Yogananda reduziu o capítulo 48 da primeira edição, que continha 13 páginas, para 4 páginas, sendo que uma delas é uma foto de página inteira de Encinitas. As 8 páginas restantes foram transferidas para o capítulo 49. No texto original acrescentado em 1951, disponível em inglês no Wikisource  não há menção a Ramana Maharishi. No livro publicado atualmente pela SRF, o capítulo 49 sofreu posteriormente incontáveis mudanças no texto e nas fotos, se comparado ao texto original da edição de 1951.

### Edições posteriores
Após a morte de Yogananda, a SRF lançou outras versões do livro que acrescentaram e retiraram fotos, vestiram com uma túnica Lahiri Mahasaya, publicaram depoimentos post-mortem em homenagem ao autor e registraram a surpreendente e misteriosa conservação do seu corpo durante 21 dias.
Cerca de mil mudanças  foram feitas de maneira contínua ao longo do tempo pela SRF. De acordo com a SRF, essas mudanças não puderam ser efetuadas antes da edição de 1956 porque a impressão e a publicação do livro eram atribuições contratuais da The Philosophical Library, de Nova Iorque, que não quis arcar com o custo da re-impressão do texto. Diz a organização que só depois de comprar os direitos do livro, em 1954, foi possível incorporar o restante das revisões de Yogananda
As alterações no Autobiografia publicada pela SRF foram tantas que as edições originais voltaram a ser publicados por outros editores. Essas alterações são atribuídas a Tara Mata, discípula de Paramahansa Yogananda durante 45 anos, sua editora pessoal e vice-presidente da SRF até 1971, quando faleceu. Um dos últimos textos elaborados por Tara Mata, que não chegou a ser publicado, consistia de páginas sem sentido escritas, supostamente, em hindi.
Mais recentemente, segundo a biografia de Steve Jobs escrita por Walter Isaacson, o único livro que o fundador da Apple tinha no seu iPad2 era o Autobiografia de um iogue, a editio princeps, (primeira edição) publicada em 1946 . Não há dúvidas quanto à edição pois a edição da Crystal Clarity é a única em formato digital, disponível para download no Kindle, de graça .
Para celebrar os 60 anos da Autobiografia, em 2006, a SRF promoveu uma comemoração mundial com destacada divulgação da imprensa internacional, à exemplo do Los Angeles Times, que dedicou uma página inteira ao livro descrevendo o histórico do autor e registrando o crescimento da sua organização que, mesmo após sua morte, continuou atraindo inúmeros leitores e estudantes.
O conteúdo mudado nas versões que a SRF declara serem atualizadas passou por alterações, como, por exemplo, no capítulo 26, que originalmente dizia "A verdadeira técnica da kriya ioga deve ser aprendida com um kriyaban ou com um kriya iogue", e passou, nas edições seguintes, a dizer "A verdadeira técnica deve ser aprendida de um kriyaban (kryia iogue) autorizado pela Self-Realization Fellowship - Yogoda Satsanga Society of India." As novas versões da Autobiografia, cuja renda foi revertida em benefício da SRF, são criticadas por alguns estudiosos e  por integrantes de outras correntes religiosas.
As edições mais recentes da Autobiografia publicadas pela SRF apresentam um novo índice remissivo e uma introdução sobre a origem da obra que, segundo a SRF, aponta as alterações realizadas a partir da primeira edição[carece de fontes?]. Em 2009 a SRF lançou uma nova edição em inglês do livro.

### Disputas editoriais e jurídicas
Segundo a Self-Realization Fellowship, Yogananda, a exemplo dos renunciantes e monásticos que residem na SRF, fez votos de pobreza e castidade, e transferiu os seus bens e direitos autorais para a SRF. No entanto, o Swami Kriyananda, também discípulo direto de Yogananda, que foi afastado em 1962 da organização da qual era vice-presidente, fundou uma igreja, bem menor do que a SRF, denominada Ananda e passou a publicar na sua editora, a Crystal Clarity, os escritos e áudios de Yogananda. Ele também registrou sua igreja como Ananda Church of Self-Realization. Essas iniciativas culminaram, em 1990, em ações judiciais  com a SRF alegando visar proteger seus direitos autorais, bem como diferenciar os nomes das duas igrejas. Contudo, mesmo tendo a SRF afirmado que Yogananda expressamente doou todos os seus bens para a organização, o copyright das edições publicadas enquanto Yogananda viveu estavam no nome dele.
No decorrer de uma das ações ajuizadas contra a Ananda, a Justiça dos Estados Unidos concluiu que a primeira edição da Autobiografia havia entrado em domínio público anos antes, por falta de renovação dos copyrights. A SRF apelou, dizendo que Yogananda era seu empregado e que fora contratado pela SRF para escrever seus livros. Essa tese foi rejeitada e, em 2002, como se pode ler em Discussion, Works for Hire, item 4 (em inglês), a SRF perdeu definitivamente o copyright sobre o livro. A SRF também teve negados os copyrights sobre o nome de Yogananda e sobre o termo self-realization.
Mais recentemente no Brasil, existe outra disputa judicial envolvendo o livro. Segundo matéria publicada no Consultor Jurídico, a Lótus do Saber Editora - cujos sócios eram membros da Self-Realization desde 1979 - deteve o contrato de publicação da Autobiografia de 2000 a 2005. Em 2005, porém, a Editora Sextante publicou a autobiografia de Paramahansa Yogananda com o mesmo conteúdo e a mesma capa. A Lótus do Saber entrou com uma ação de indenização por plágio.
Em 18 de agosto de 2010 a editora Sextante foi condenada por plágio.
Em duas notas publicadas com destaque, a coluna do jornalista Ancelmo Gois publicou no Jornal O Globo que a 42º Vara Cível determinou que a editora Sextante pare de publicar o livro e que recolha em 60 dias os que estão espalhados no mercado, sob pena de multa diária. Cabe recurso.
Existem hoje três publicações do livro Autobiografia de um Iogue em língua portuguesa: a edição re-editada pela Self-Realization Fellowship, com alterações feitas após a morte do autor, publicada atualmente no Brasil pela [], e as editio princeps publicadas em português lusitano pela Dinalivro, Distribuidora Nacional de Livros, Lda. Lisboa, e, no Brasil, pela Lótus do Saber Editora, agora em terceira edição, com tradução de Antonio Olinto, da Academia Brasileira de Letras, e poesias traduzidas por Luiz Carlos Lisboa, laureado com o Prêmio Jabuti de Literatura.
O texto em inglês da edição de 1946 encontra-se disponível para download no Wikisource.